# 日本国有鉄道が提出した鉄道路線の区分一覧
日本国有鉄道が運輸省に提出した鉄道路線の区分一覧とは、「日本国有鉄道経営再建促進特別措置法」（昭和55年法律第111号）に基づき、1981年（昭和56年）に日本国有鉄道が運輸省に提出した鉄道路線の区分の一覧で、1981年（昭和56年）3月に出された「運輸省告示」の原案ともなった。

## 幹線系線区

### 幹線鉄道網
人口10万人以上の都市を相互に連絡し、旅客営業キロが30km以上で、支線を含む全区間における旅客輸送密度が4,000人以上の鉄道路線、及び貨物輸送密度4,000t以上の鉄道路線が幹線系線区における幹線鉄道網として分類され、これに該当するのは51路線、11,687kmの鉄道路線である。
- 北海道地域
  - 函館本線
  - 千歳線
  - 室蘭本線
  - 根室本線
  - 夕張線
- 東北地域
  - 東北本線
  - 常磐線
  - 奥羽本線
  - 羽越本線
  - 磐越西線
  - 仙石線
  - 仙山線
- 上信越地域
  - 上越線
  - 信越本線
  - 高崎線
  - 両毛線
  - 篠ノ井線
  - 白新線
- 首都圏地域
  - 総武本線
  - 内房線
  - 東海道本線
  - 武蔵野線
  - 南武線
  - 山手線
  - 青梅線
  - 横浜線
  - 相模線
- 東海地域
  - 御殿場線
  - 中央本線
- 北陸地域
  - 北陸本線
- 関西地域
  - 山陽本線
  - 関西本線
  - 阪和線
  - 湖西線
  - 奈良線
  - 紀勢本線
- 中国地域
  - 山陰本線
  - 伯備線
  - 宇野線
  - 宇部線
  - 美祢線
  - 呉線
- 四国地域
  - 予讃本線
  - 高徳本線
  - 土讃本線
- 九州地域
  - 鹿児島本線
  - 日豊本線
  - 長崎本線
  - 佐世保線

### その他
支線を含む全区間における旅客輸送密度が8,000人以上の鉄道路線（15路線604.0km）が幹線系線区におけるその他として分類された。
- 首都圏地域
  - 赤羽線
  - 五日市線
  - 鶴見線
  - 根岸線
  - 横須賀線
  - 川越線
  - 外房線
  - 成田線
  - 伊東線
- 関西地域
  - 草津線
  - 大阪環状線
  - 桜島線
  - 片町線
- 九州地域
  - 篠栗線
  - 筑肥線

## 地方交通線

### 地方交通線
- 北海道地域
  - 釧網本線
  - 留萠本線
  - 日高本線
- 東北地域
  - 大湊線
  - 気仙沼線
  - 左沢線
  - 男鹿線
  - 陸羽東線
  - 石巻線
  - 只見線
- 上信越地域
  - 弥彦線
  - 越後線
  - 吾妻線
  - 八高線
  - 久留里線
  - 東金線
  - 日光線
  - 大糸線
  - 飯山線
- 東海地域
  - 飯田線
  - 身延線
  - 太多線
  - 武豊線
  - 高山本線
- 北陸地域
  - 城端線
  - 富山港線
  - 氷見線
  - 七尾線
- 関西地域
  - 加古川線
  - 赤穂線
  - 播但線
  - 和歌山線
  - 舞鶴線
- 中国地域
  - 木次線
  - 三江線
  - 吉備線
  - 津山線
  - 岩徳線
- 四国地域
  - 徳島本線
  - 鳴門線
  - 牟岐線
  - 予土線
- 九州地域
  - 筑豊本線
  - 大村線
  - 久大本線
  - 指宿枕崎線
  - 豊肥本線

### 特定地方交通線
地方交通線のうち、旅客輸送密度が4,000人未満で、バス転換が適当な鉄道路線。但し、以下の条件に該当する鉄道路線を除く鉄道路線が、これに分類された。
1. 隣接駅間において、ピーク時一方向1時間あたり旅客人員が1,000人以上の鉄道路線。
2. 代替輸送道路がない鉄道路線。
3. 代替輸送道路が積雪のため年間10日以上不通となる鉄道路線。
4. 旅客一人当たり平均乗車キロが30km以上で、支線を含む全区間における旅客輸送密度が1,000人以上の鉄道路線。

- 北海道地域
  - 石北本線
  - 宗谷本線
  - 富良野線
  - 札沼線
  - 江差線
- 東北地域
  - 津軽線
  - 八戸線
  - 田沢湖線
  - 大船渡線
  - 釜石線
  - 北上線
  - 花輪線
  - 山田線
  - 五能線
  - 米坂線
  - 長井線
  - 陸羽西線
  - 磐越東線
- 首都圏地域
  - 水郡線
  - 鹿島線
  - 烏山線
- 上信越地域
  - 小海線
- 東海地域
  - 岡多線
  - 参宮線
- 北陸地域
  - 能登線
  - 小浜線
- 関西地域
  - 鍛冶屋線
  - 姫新線
  - 桜井線
  - 宮津線
- 中国地域
  - 境線
  - 因美線
  - 大社線
  - 福塩線
  - 芸備線
  - 可部線
  - 山口線
  - 小野田線
- 四国地域
  - 中村線
  - 内子線
- 九州地域
  - 唐津線
  - 香椎線
  - 後藤寺線
  - 日田彦山線
  - 伊田線
  - 糸田線
  - 田川線
  - 宮田線
  - 三角線
  - 肥薩線
  - 湯前線
  - 吉都線
  - 日南線

### 昭和60年までの廃止対象路線
特定地方交通線のうち、旅客輸送密度が2,000人未満の鉄道路線で、昭和55年12月の閣議において、昭和58年度から昭和60年度までに廃止することが閣議了解された鉄道路線が、これに分類された。なお、北海道地域の深名線と東北地域の岩泉線、東海地域の名松線については、その後、除外された。
- 北海道地域
  - 標津線
  - 池北線
  - 士幌線
  - 広尾線
  - 湧網線
  - 名寄本線
  - 羽幌線
  - 天北線
  - 深名線
  - 歌志内線
  - 幌内線
  - 富内線
  - 胆振線
  - 瀬棚線
  - 松前線
- 東北地域
  - 阿仁合線
  - 岩泉線
  - 会津線
  - 足尾線
  - 真岡線
- 東海地域
  - 二俣線
  - 伊勢線
  - 越美南線
  - 越美北線
  - 名松線
- 中国地域
  - 岩日線
- 九州地域
  - 上山田線
  - 佐賀線
  - 松浦線
  - 高千穂線
  - 宮之城線
  - 山野線
  - 大隅線
  - 志布志線
  - 漆生線

### 第一次廃止対象線区
昭和58年夏までの廃止予定線区が、これに分類された。
- 北海道地域
  - 白糠線
  - 相生線
  - 渚滑線
  - 美幸線
  - 興浜南線
  - 興浜北線
  - 万字線
  - 岩内線
- 東北地域・上信越地域
  - 大畑線
  - 久慈線
  - 宮古線
  - 盛線
  - 角館線
  - 黒石線
  - 矢島線
  - 日中線
  - 丸森線
  - 赤谷線
  - 魚沼線
  - 木原線
- 東海地域
  - 清水港線
  - 明知線
  - 樽見線
  - 神岡線
- 関西地域
  - 高砂線
  - 三木線
  - 北条線
  - 信楽線
- 中国地域
  - 倉吉線
  - 若桜線
- 四国地域
  - 小松島線
- 九州地域
  - 香月線
  - 添田線
  - 室木線
  - 勝田線
  - 甘木線
  - 宮原線
  - 高森線
  - 矢部線
  - 妻線